# Jaguarão
Jaguarão (Yaguarón in spagnolo) è un comune brasiliano nello stato del Rio Grande do Sul, parte della mesoregione del Sudeste Rio-Grandense e della microregione di Jaguarão. È situato lungo il rio Jaguarão, presso la frontiera con l'Uruguay.
In quanto città di confine, possiede un mercato di prodotti importati che non sono sottoposti alla fiscalizzazione.

## Geografia
Jaguarão è situata sulla sponda sinistra del rio Jaguarão, che qui segna il confine tra Brasile ed Uruguay. Sulla riva opposta del fiume sorge la cittadina uruguaiana di Río Branco.
Jaguarão è situata a 385 km a sud-ovest dalla capitale statale Porto Alegre

## Storia
Sorse come avamposto militare portoghese sul fiume Jaguarão nel 1802 per volontà di Manuel Marques de Sousa. Dopo la proclamazione d'indipendenza della Repubblica Riograndense del 12 settembre 1835, il consiglio cittadino di Jaguarão fu tra i primi ad aderire alla causa dello stato secessionista. Nel 1865, durante l'invasione brasiliana dell'Uruguay, la città fu teatro della battaglia di Jaguarão.

## Infrastrutture e trasporti
Jaguarão è unita all'antistante città di Río Branco e all'Uruguay dal ponte Internazionale Barone di Mauá.